# 马里安·亚历山大·巴比

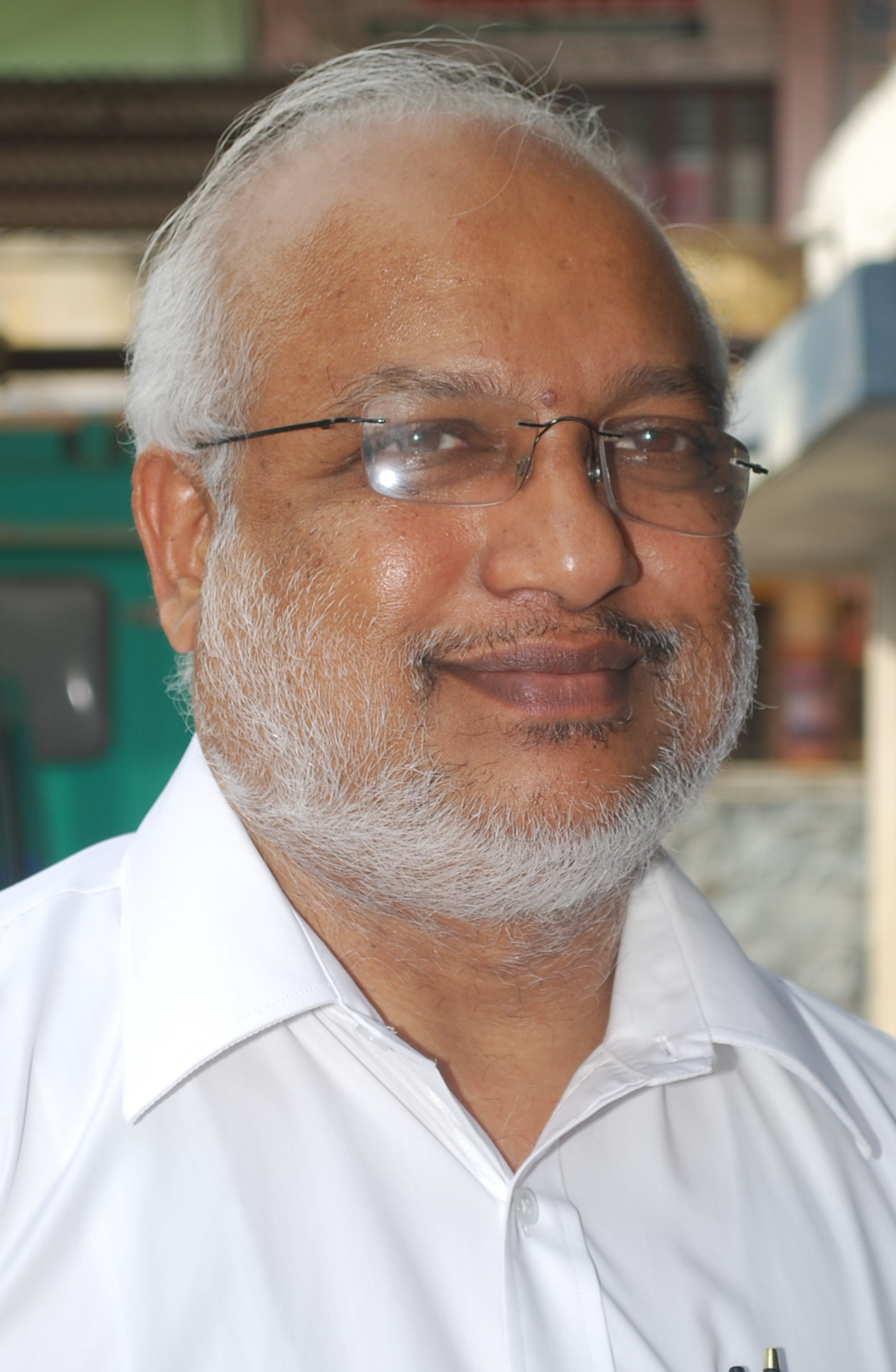
2010年的马里安·亚历山大·巴比

马里安·亚历山大·巴比（1954年4月5日—）是印度的一位马克思主义者和教育改革派政治人物。出生于喀拉拉邦奎隆县普拉库拉姆。曾在斯里纳拉扬学院修读政治学学士课程，未完成学业。曾任联邦院议员和喀拉拉立法议会议员。2006年—2011年，任喀拉拉政府的教育和文化事务部长。2012年，印度共产党（马克思主义）第二十次代表大会在喀拉拉邦科泽科德召开，他当选为中央政治局委员。2025年4月6日起，担任印度共产党（马克思主义）中央委员会总书记。他因对喀拉拉邦公共教育体系的贡献而广为人知 。